# Auteursrecht (Nederland)
Auteursrecht is het inherente recht van de maker of een eventuele rechtverkrijgende van een werk van literatuur, wetenschap of kunst om te bepalen hoe, waar en wanneer het werk wordt openbaar gemaakt of verveelvoudigd. Wanneer anderen het werk openbaar maken of verveelvuldigen hebben zij daarvoor in beginsel de toestemming van de rechthebbende nodig, tenzij een wettelijk geregelde uitzondering op deze handeling van toepassing is.

## Geschiedenis
Tijdens de Bataafse Republiek kwam de Boekenwet 1803 tot stand. Dit was de eerste nationale regeling in Nederland ter bestrijding van ongeoorloofde nadruk. Dit was echter een recht van de uitgever en niet van de auteur. Iedereen die een oorspronkelijk werk uitgaf waarop hij het "regt van copie" had, verkreeg het uitsluitend recht – het recht om anderen uit te sluiten van bepaalde handelingen – om dat werk uit te geven en om tegen nadruk en verkoop van nadrukken op te komen.
Deze wet verloor haar werking toen Nederland onderdeel werd van het Franse Keizerrijk. In deze periode, van 1810 tot 1814, was in het gehele gebied de Franse nationale wetgeving van kracht, onder meer de Franse wet van 19/24 juli 1793 "sur la propriété littéraire et artistique". Die wet regelde de bescherming van schrijvers, componisten, tekenaars en schilders. Daarnaast werden allerlei decreten en wetten ingevoerd ter regeling van de druk en verspreiding van boeken, kranten en tijdschriften, die veel bureaucratie en censuur tot gevolg hadden.
Toen Nederland in 1813 onafhankelijk werd van Frankrijk, werden die Franse regelingen grotendeels teruggedraaid. Op 24 januari 1814 werd door Koning Willem I een Soeverein Besluit afgekondigd, het Besluit van den 24 Januarij 1814, no.1, houdende bepalingen omtrent den Boekhandel en den eigendom van Letterkundige Werken (Stbl.1814, nr.17). Daarbij werden de Franse wetten "betrekkelijk de boekdrukkerij en den boekhandel" afgeschaft en werd de regeling van voor de Franse Tijd hersteld.
Voor de Zuidelijke Nederlanden werd echter in september 1814 een ander Souverein Besluit afgekondigd, waarmee eveneens de Franse wetten "sur l'imprimerie et la librairie" werden ingetrokken. Daarbij werd nu óók bepaald dat elke schrijver in le Gouvernement de la Belgique het uitsluitend recht had om zijn werk te laten drukken en verkopen. Dat recht had hij gedurende zijn hele leven en zijn erfgenamen kregen het na zijn overlijden gedurende hun hele leven.
In deze juridisch onoverzichtelijke periode golden in Nederland dus twee wezenlijk verschillende regelingen: een voor de Noordelijke en een voor de Zuidelijke Nederlanden. Het kopijrecht in het Noorden diende slechts ter bescherming van boekdrukkers en -uitgevers, terwijl in het Zuiden reeds sprake was van een werkelijk auteursrecht ten gunste van de auteurs zelf, zoals tegenwoordig min of meer vanzelfsprekend is.
De Auteurswet 1817, die aan deze overgangsfase een eind maakte, werd de eerste echte Nederlandse wettelijke regeling van het auteursrecht. Deze regeling werd later vervangen door de Auteurswet 1881 en uiteindelijk door de Auteurswet 1912. Deze laatste wet is nog steeds van kracht. Deze wordt wel herhaaldelijk aangepast. Sinds maart 2008 wordt is de naam van de wet de Auteurswet (zonder jaartal) genoemd.

## Definitie
Artikel 1 van de Auteurswet definieert 'auteursrecht' sinds 1912 als volgt:

Het auteursrecht is het uitsluitend recht van den maker van een werk van letterkunde, wetenschap of kunst, of van diens rechtverkrijgenden, om dit openbaar te maken en te verveelvoudigen, behoudens de beperkingen, bij de wet gesteld.

## Maker
Om te bepalen aan wie het auteursrecht toekomt, is van belang te bepalen wie de maker is of eventueel als de fictieve maker van het werk kan worden aangemerkt. Er kan ook sprake zijn van meerdere makers van een werk, van een samensteller van een werk, waarbij al dan niet een gemeenschappelijk auteursrecht kan zijn ontstaan, of van een werkgever die dan automatisch als maker geldt of van een ontwerper die de maker is omdat het werk naar zijn ontwerp en onder zijn leiding en toezicht tot stand is gebracht. 
In het Nederlands recht geldt dat bij een vervaardigen in loondienst het auteursrecht automatisch aan de werkgever toekomt, tenzij anders door partijen is overeengekomen. Onder andere verhoudingen is het andersom: daar mag dan geen stilzwijgende afstand of overgang worden aangenomen en geldt onverkort het schriftelijkheidsvereiste waarmee de wetgever de doorgaans zwakkere partij van de maker heeft beoogd te beschermen. Het auteursrechtelijk exploitatierecht op een werk kan door de maker door middel van een akte (een ondertekend geschrift) aan een ander worden overgedragen. Deze derde partij wordt daardoor rechthebbende op het werk. De maker behoudt dan de morele en/of persoonlijkheidsrechten, die kunnen worden ingeroepen ter bescherming van immateriële belangen. Deze rechten zijn onvervreemdbaar, dat wil zeggen dat niet kunnen worden afgestaan of overgedragen aan derden. Wel kan eventueel met een andere partij worden overeengekomen dat deze rechten niet worden uitgeoefend.

## Duur van het auteursrecht
Auteursrechtelijke bescherming is tijdelijk. Nadat het auteursrecht verlopen is wordt een auteursrechtelijk beschermd werk publiek domein. Er is dan geen toestemming meer nodig van de maker.
Voor werken van literatuur, wetenschap of kunst waarvan de makers bekend zijn duurt het auteursrecht tot en met 70 jaar na de dood van de laatstlevende maker. Bij meerdere makers van een werk geldt dat het werk van de ene maker niet te onderscheiden moet zijn van het werk van een andere maker. Bij een boek met illustraties kan het auteursrecht op de tekst op een ander moment verlopen dan op de illustraties, wanneer deze door verschillende makers gemaakt zijn.
Voor werken waarvan de makers anoniem of pseudoniem zijn duurt het auteursrecht tot en met 70 jaar na eerste rechtmatige openbaring. Deze regel geldt ook wanneer een rechtspersoon is aangemerkt als de maker van een werk. Dit geldt bijvoorbeeld in Nederland voor werken die in dienstverband zijn gemaakt.
Wanneer een werk nooit gepubliceerd is gedurende deze periodes krijgt de (rechts)persoon die het werk voor het eerst publiceert 25 jaar bescherming zoals deze onder het vermogensrecht van het auteursrecht beschreven is.
Aanverwante rechten zoals databankenrecht of naburige rechten, de rechten van uitvoerend kunstenaars en producers van films en muziek, hebben een eigen duur die onafhankelijk van het auteursrecht loopt.

### Afwijkende duur voor postuum gepubliceerde werken
Voor werken die voor 1995 postuum (na de dood van de maker) openbaar gemaakt zijn, geldt een beschermingsduur van 50 jaar na publicatie, indien deze termijn langer is dan de "standaard" 70 jaar na de dood van de auteur.

### Afwijkende duur voor nooit eerder openbaar gemaakte publiek domein werken
Voor werken die nooit eerder rechtmatig openbaar gemaakt zijn en waarvan het auteursrecht al verlopen is geldt een eigen duur van 25 jaar na deze eerste openbaarmaking.

## Uitzonderingen
Niet in alle gevallen is het maken van kopieën het alleenrecht van de eigenaar van het auteursrecht of van licentiehouders. Uitzonderingen en beperkingen op het auteursrecht moeten aan de Berner driestappentoets voldoen. Uitzondering op het auteursrecht zijn geregeld in de Auteurswet. Deze zijn in Europa geharmoniseerd via een aantal richtlijnen. Zie Auteursrechten in de Europese Unie voor een overzicht van deze richtlijnen.
De volgende handelingen worden onder zekere voorwaarden niet als inbreuk op het auteursrecht beschouwd:
- Tijdelijke reproductiehandelingen (Artikel 13(a))
- Foto-reproductie (Artikelen 16b, 16(h)-16-(m))
- Privé-kopie (Artikelen 16(b)(1), 16(c)-16(GA))
- Reproducties door bibliotheken, archieven en musea (Artikelen 16b, 16h-16m, en 16n)
- Kortstondige opnames gemaakt door omroepen (Artikel 17b)
- Illustraties voor onderwijs of wetenschappelijk onderzoek (Artikelen 12.5, 16, en 16h-16m)
- Gebruik ten behoeve van mensen met een handicap (Artikel 15i en 15j), zie ook Verdrag van Marrakesh.
- Rapportage door de pers over actuele gebeurtenissen, mits met bronvermelding (Artikel 15, 16a)
- Citaten voor kritiek of beoordeling, ook wel citaatrecht (Artikel 15a)
- Gebruik ten behoeve van de openbare veiligheid (Artikel 22)
- Gebruik van openbare toespraken en openbare lezingen (Artikel 15b)
- Gebruik van werken tijdens erediensten (Artikel 17c, 15b)
- Panoramavrijheid – Gebruik van werken of architectuur of sculpturen in openbare ruimtes (Artikel 18)
- Incidenteel gebruik als onderdeel van ondergeschikte betekenis (Artikel 18a)
- Gebruik voor reclame voor de tentoonstelling of verkoop van kunstwerken (Artikel 23)
- Gebruik ten behoeve van karikatuur, parodie of pastiche (Artikel 18b)
- Gebruik ten behoeve van onderzoek of privé-onderzoek (Artikel 15h)
- Tekst- en datamining (Artikelen 15n en 15o)
- Niet (langer) in de handel te verkrijgen werken (Artikelen 18c, 44 en 44a)

### Auteursrecht op religieuze werken
Bij religieuze werken is niet altijd duidelijk wie de rechthebbende is. Bij oude teksten geldt dat het auteursrecht vervallen is. Gelovigen zijn er vaak van overtuigd dat hun god het werk geschreven heeft of op zijn minst heeft gedicteerd. Dit heeft echter geen praktische betekenis voor het auteursrecht. Op (recente) vertalingen van heilige teksten zal auteursrecht rusten van de vertaler of uitgever.
Een Nederlandse zaak die en passant grote invloed had op rechtspraak over het internet, "Scientology tegen Karin Spaink en internetproviders" resulteerde in het Scientology-arrest. Dit was een gewone auteursrechtenzaak, waarbij Scientology ultieme controle over haar heilige documenten wilde behouden. De kerk vraagt grote sommen geld voor het mogen lezen van die documenten, en heeft dus belang bij de auteursrechten. In hoger beroep vond de rechter dat het algemeen belang gediend was met het wijzen op het mogelijke gevaar van Scientology, en stelde hij Spaink in het gelijk.

## Auteurscontractenrecht
Het auteurscontractenrecht is onderdeel van de Nederlandse auteurswet en heeft tot doel om de contractuele positie van auteurs en uitvoerende kunstenaars ten opzichte van de exploitanten van hun werk te verstevigen. Met de invoering van het auteurscontractenrecht wordt het recht op een billijke vergoeding gecodificeerd, ook wanneer de maker diens rechten overgedragen heeft aan de exploitant. Daarnaast krijgt de exploitant zekere  informatieverplichting tot het rapporteren over de exploitatie van het werk. Daarnaast krijgt de maker het recht om onder zekere voorwaarden een contract met de exploitant te ontbinden, bijvoorbeeld wanneer deze het werk niet in de handel brengt.

### Taverne Amendement
Bij de bespreking van het wetsvoorstel in 2015 in de tweede kamer heeft voormalig kamerlid voor de VVD, Joost Taverne, een artikel toegevoegd om meer open access publicaties mogelijk te maken. Via het zogeheten Taverne-amendement hebben auteurs van wetenschappelijke artikelen waarvan het onderzoek bekostigd is met overheidsgeld, hebben het recht om dat werk na een "redelijke termijn" open toegankelijk te maken via bijv. de universitaire repository. Samenwerkende universiteiten hebben afgesproken dat deze redelijke termijn zes maanden is.

## Auteursrecht op Bonaire, Saba en sint Eustatius
De Caribische eilanden Bonaire, Saba en Sint Eustatius vormen Caribische openbare lichamen binnen het land Nederland. Deze hebben een eigen auteurswet, de 'Auteurswet BES', gebaseerd op de Antilliaanse auteursverordening van 1913, die op zijn beurt weer gebaseerd is op de Nederlandse auteurswet van 1912.
De Nederlandse Antillen zijn geen onderdeel van het grondgebied van de Europese Unie. Hierdoor krijgt de Auteurswet BES ook veel van de aanpassingen van de Europees Nederlands auteurswet niet mee. Zo kent de Auteurswet BES bijvoorbeeld geen implementatie van het databankenrecht, geen auteurscontractenrecht, en heeft de Auteurswet BES veel minder uitzonderingen en beperkingen
Daarbij is de duur van het recht in de auteurswet BES korter met 50 jaar na de dood van laatstlevende maker korter dan de auteurswet uit Europees Nederland.

## Trivia
De onderstaande punten zijn enkele noemenswaardige trivia voor het Nederlandse auteursrecht:
- Opzettelijke inbreuk op andermans auteursrecht geldt in Nederland als een misdrijf.[21]
- Op eigennamen en uitvindingen rust geen auteursrecht, maar kan wel op grond van andere wettelijke regelingen een handelsmerk of een octrooi rusten (in het Engels respectievelijk met trademark en patent aangeduid).
- Wanneer een inbreukpleger zich erop beroept dat hij geen commercieel gewin heeft gehad of beoogd en zich van geen kwaad bewust is geweest, wordt dat in de rechtspraak doorgaans niet relevant geacht. Met zijn handelwijze heeft hij immers hoe dan ook inbreuk gemaakt op de auteursrechten van de maker. Niet vereist is dat deze inbreuk opzettelijk of te kwader trouw plaatsvond. Met de inbreuk op de auteursrechten van de maker is dan sprake van onrechtmatig handelen van de inbreukpleger jegens de maker, op grond waarvan de inbreukpleger schadeplichtig is.[22]
- Door een inbreuk op zijn auteursrecht kan de maker schade lijden, doordat daarmee licentie-inkomsten worden gederfd, maar ook omdat daarmee afbreuk wordt gedaan aan de waarde van het exclusieve recht uitsluitend zelf te bepalen waar en hoe het auteursrechtelijk werk mag worden gebruikt.

## Collectieve beheersorganisaties
Remuneratie voor het gebruik van auteursrechtelijk beschermd materiaal wordt o.a. ingevorderd en beheerd door:
- Buma/Stemra
- Leenrecht
- Lira
- Pictoright
- Reprorecht
- SENA
- StopNL

## Organisaties
Naast Collectieve beheersorganisaties zijn er een aantal organisaties in Nederland die zich voornamelijk richten op het auteursrecht. Dit zijn onder anderen:
- BREIN
- Creative Commons
- Mediafederatie
- Auteursbond

## Artikelen over aanverwante rechten
- Beeldrecht
- Databankenrecht
- Persoonlijkheidsrechten / morele rechten
- Portretrecht
- Naburige rechten